# Cikloheptán
A cikcloheptán a cikloalkánok közé tartozó szénhidrogén, képlete C7H14. A vegyiparban nempoláris oldószerként, valamint vegyszerek és gyógyszerek előállításának köztitermékeként használják. Előállítható cikloheptanonból Clemmensen-redukcióval. A cikloheptángőz irritálja a szemet, és nagy mennyiségben belélegezve légzési elégtelenséget okozhat.

## Fordítás
Ez a szócikk részben vagy egészben a Cycloheptane című angol Wikipédia-szócikk ezen változatának fordításán alapul.  Az eredeti cikk szerkesztőit annak laptörténete sorolja fel. Ez a jelzés csupán a megfogalmazás eredetét és a szerzői jogokat jelzi, nem szolgál a cikkben szereplő információk forrásmegjelöléseként.